# پسته‌ای‌واران
پسته‌ای‌واران (نام علمی: Anacardioideae) نام یک زیرخانواده از خانواده پسته‌ایان است.